# Като Милия
Като Милия или Като Миля (на гръцки: Κάτω Μηλιά, в превод Долна Милия) е село в Северна Гърция, в дем Катерини, област Централна Македония.

## География
Като Милия е разположено на 190 m надморска височина в източните части на Фламбуро (Пиерия), на 16 km западно от Катерини.

## История
Като Милия е основано от жители на Милия и Ано Милия (Горна Милия) на по-удобното място на пътя през Олимп за Тесалия. Регистрирано е за пръв път в преброяването от 1940 година.
Населението традиционно произвежда пшеница, царевица, лозя и овошки и се занимава и частично със скотовъдство. В 20-те години на XX ве се появява отглеждането на тютюн, както за лична употреба, така и за продажба. След 1950 година голяма част от жителите на Милия започват системно да се занимават с тютюн. В 1958 година в селото са закупени първите трактори.
| Име                   | Име             | Ново име | Ново име | Описание                                   |
| --------------------- | --------------- | -------- | -------- | ------------------------------------------ |
| Драмага               | Νταμάγα         | Куния    | Κούνια   | връх на ЮЗ от Фотина (772 m)               |
| Балиурес или Балаурес | Μπαλαούρες      | Кастания | Καστανιά | местност на И от Скотина и на ЮЗ от Фотина |
| Горца                 | Γκόρτσα         | Ахладия  | Άχλαδιά  | местност на СЗ от Като Милия               |
| Горцо Уранос          | Γκόρτσο Ούρανός | Уранос   | Ούρανός  | възвишение на С от Като Милия (371 m)      |
| Лайниси               | Λαϊνισή         | Лазониси | Λαζονήσι | местност на СИ от Като Милия               |
| Бара                  | Μπάρα           | Петалон  | Πέταλον  | местност на С от Милия                     |
| Батамар               | Μπαταμάρ        | Перасма  | Πέρασμα  |                                            |

| Година    | 1913 | 1920 | 1928 | 1940 | 1951 | 1961 | 1971 | 1981 | 1991 | 2001 | 2011 | 2021 |
| --------- | ---- | ---- | ---- | ---- | ---- | ---- | ---- | ---- | ---- | ---- | ---- | ---- |
| Население |      |      |      | 329  | 617  | 840  | 1083 | 1053 | 994  | 997  | 869  | 776  |

## Личности
Родени в Като Милия
- Димитриос Лякопулос (Лякос), гръцки революционер, участник във Войната за независимост